# Le Hamel Communal Cemetery
Le Hamel Communal Cemetery is een begraafplaats gelegen in de Franse plaats Le Hamel (Somme). De militaire graven worden onderhouden door de Commonwealth War Graves Commission.
De begraafplaats telt 1 geïdentificeerd Gemenebest graf uit de Eerste Wereldoorlog.